# Uzunovska Reka
Uzunovska Reka (bulgariska: Узуновска Река) är ett vattendrag i Bulgarien.   Det ligger i regionen Chaskovo, i den centrala delen av landet, 220 km öster om huvudstaden Sofia.
Trakten runt Uzunovska Reka består till största delen av jordbruksmark. Runt Uzunovska Reka är det ganska tätbefolkat, med 80 invånare per kvadratkilometer.